# Parque nacional Muddus
El parque nacional Muddus (en sueco Muddus nationalpark, en sami de Lule Muttos) es un parque nacional situado en los municipios de Jokkmokk y Gällivare, en el condado de Norrbotten, en el extremo norte de Suecia. El parque se fundó en 1942, pero posteriormente se amplió en 1984 para abarcar un total de 51 137 ha. Limita al noroeste con la carretera europea 45 y con la reserva natural de Stubba, que sirve de transición a otras zonas naturales de la región de Laponia.
El corazón de Muddus es una vasta llanura a poco menos de 400 m sobre el nivel del mar, rodeada por algunos pequeños picos en los límites del parque, el más alto de los cuales es Sör-Stubba, que se eleva a 665 m sobre el nivel del mar. En esta llanura se desarrolla una extensa red de turberas, sobre todo de aapa, que representa casi la mitad de la superficie de la zona protegida. Las secciones secas están cubiertas por un vasto bosque de taiga esencialmente virgen, lo que convierte a Muddus en el mayor parque forestal nacional del país. Al sur del parque, la altitud disminuye rápidamente hasta llegar al valle del río Luleälven. En este tramo hay varios desfiladeros, entre los que destaca el formado por el río principal del parque, el Muttosädno, que cae 42 m en la cascada de Muddusfallet.
La región está poblada desde la retirada de los glaciares hace unos 10.000 años. En aquella época la gente vivía principalmente en los valles, pero colocaba trampas en lugares estratégicos de Muddus para capturar sus presas, especialmente los renos. Con el tiempo, sustituyeron la caza por la domesticación de renos, pero mantuvieron su estilo de vida nómada, siguiendo a las manadas de renos en su migración anual. Incluso hoy en día, estos habitantes, los sami (antes conocidos como lapones), siguen utilizando el parque para la cría de renos, aunque sus técnicas y su modo de vida se han modernizado. El asentamiento sueco fue posterior, llegando al parque en el siglo XIX con la tala de bosques alrededor de su frontera sur y el establecimiento de una granja cerca del lago Muttosjávvre, que estuvo activa hasta 1909. Poco después de la creación de los primeros parques nacionales de Suecia, en 1909, el guardabosques Edvard Wibeck se fijó en la vasta zona de bosque primario de Muddus y propuso, en la década de 1920, proteger el lugar como parque nacional. Tras un largo proceso, la creación del parque fue aprobada por el Parlamento sueco en 1942. Finalmente, en 1996 se incluyó en el Patrimonio Mundial de la Región de Laponia, protegiendo la mayor zona natural esencialmente intacta de Europa Occidental, así como la cultura sami.
Hoy en día, el lugar combina la cría de renos y el turismo, con numerosos senderos en el sur del parque y el Rallarstigen en el norte. Unas 5.000 personas acuden aquí cada año para ver la cascada de Muddusfallet, el profundo desfiladero de Måskosgårsså y la observación de aves en torno al lago Muttosluoppal y sus turberas gracias a una gran torre de observación.

## Toponimia
Al igual que la mayoría de los lugares de Laponia, un gran número de topónimos tienen su origen en las lenguas sami, concretamente el sami de Lule en el caso de Muddus. Suelen tener dos grafías distintas, una sami y otra sueca derivada de ésta, que al principio dominaba, pero que poco a poco está siendo sustituida por la sami en los mapas. Esto incluye el nombre del propio parque, ya que Muddus es la grafía sueca mientras que la grafía del mismo es Muttos. La etimología de este nombre no está clara, pero se ha sugerido que podría derivar de mutták, que significa "adecuado", "justo", quizás en referencia a la naturaleza de la zona, que ofrece todo lo necesario para vivir.

## Geografía

### Localización y fronteras
El parque nacional Muddus está situado en los municipios de Jokkmokk y Gällivare, en el condado de Norrbotten, en la Laponia sueca. Se encuentra ligeramente al norte del Círculo polar ártico. Tiene una superficie de 51 137 ha (algo más de 511 km²), de las que 49 327 son terrestres, lo que lo convierte en el cuarto parque nacional más grande del país. Limita al sur con el lago de la presa de Messaure en el río Luleälven y al norte con la carretera europea 45. Al noroeste, el parque limita con la reserva natural de Stubba.

Mapa topográfico del parque nacional Muddus.

### Relieve

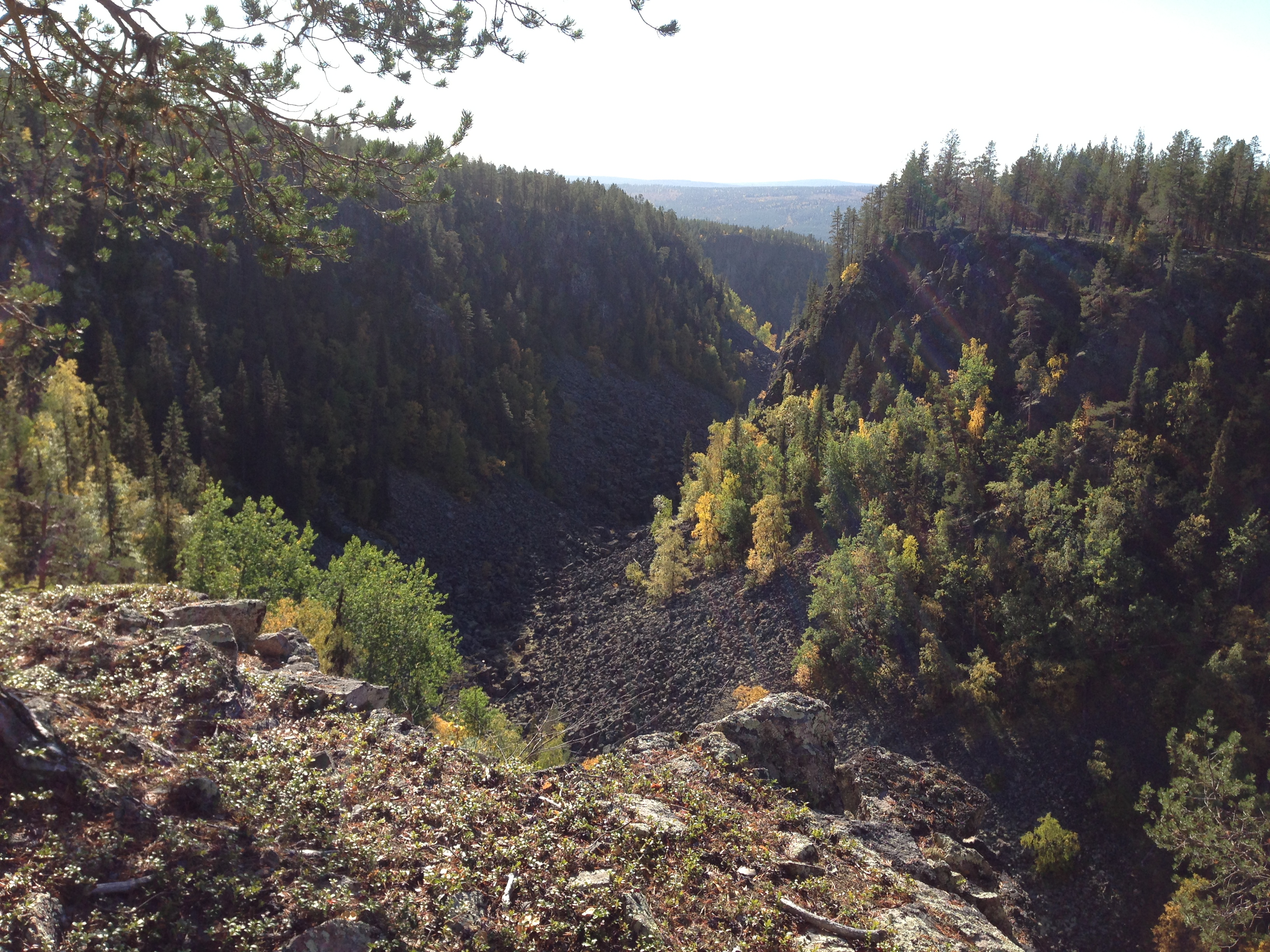
El cañón de Måskosgårsså al sur del parque.

El relieve de la mitad norte de Suecia suele dividirse en tres franjas paralelas: al oeste, los Alpes escandinavos; al este, las llanuras de la costa de Botnia, y en el centro una zona de llanuras onduladas (Bergkullslätt), Muddus se encuentra en esta franja intermedia, a la que dio su nombre (llanura de Muddus). Estas Bergkullslätt son vastas zonas planas con algunos relieves aislados, cuyas cimas suelen ser planas. Así pues, el relieve de Muddus consiste principalmente en una gran sección central plana alrededor del lago Muttosjávvre (altitud 385 m). Los picos aislados se encuentran principalmente en la periferia occidental y oriental del parque. Los picos más altos se encuentran a lo largo de la frontera occidental, sobre todo el Sör-Stubba (661 m) y el Storvuosmo (650 m), mientras que los picos orientales son más suaves, culminando en Tjuorrevárre (556 m) y Lijnávárre (553 m). Mientras que la mayoría de los ríos de la llanura de Muddus no forman verdaderos valles, el Luleälven forma un valle muy abrupto por debajo de la central hidroeléctrica de Porjus. En la parte sur del parque, por ejemplo, la altitud desciende bruscamente hasta alcanzar el valle del río a unos 160 m sobre el nivel del mar. En este tramo hay una decena de cañones profundos con paredes casi verticales, como el cañón del río Muttosädno y el cañón seco de Måskosgårsså, de 100 m de profundidad.

### Clima
El clima de Muddus es relativamente continental. Los inviernos son fríos, con una temperatura media de -12 °C en enero, y los veranos son comparativamente cálidos, con una temperatura media de 14 °C en julio. El clima es relativamente seco, con una media de 500 mm de precipitaciones al año. El verano suele ser la estación más lluviosa, pero a veces los veranos pueden ser secos, lo que puede dar lugar a sequías, agravadas por la excelente insolación estival de la zona. Durante el periodo invernal, las nevadas se producen durante unos 200 días, normalmente desde mediados de octubre hasta mediados de mayo. Los rayos, principal causa de los incendios forestales, son relativamente raros, con sólo unos 10 días de tormenta al año.

### Hidrografía
El parque nacional Muddus corresponde aproximadamente a la cuenca del río Muttosjåhkå/Muttosädno (453 km²), afluente del Luleälvenrío Lule, a excepción de una pequeña parte en el este que forma parte de la cuenca del río Råneälven. Los ríos del parque atraviesan amplias zonas de turberas (en total 21 000 ha, es decir, el 42% del parque) y varios lagos. El lago más grande es el Muttosjávvre, que tiene 6,5 km de largo y hasta uno de ancho. En la parte sur del parque, el río Muttosädno forma la cascada Muddusfallet: una cascada doble de 42 m de altura que marca el inicio del cañón. En su desembocadura, el río Muttosädno tiene un caudal medio de 5,1 m³/s, pero puede alcanzar los 52 m³/s durante las crecidas.

## Geología

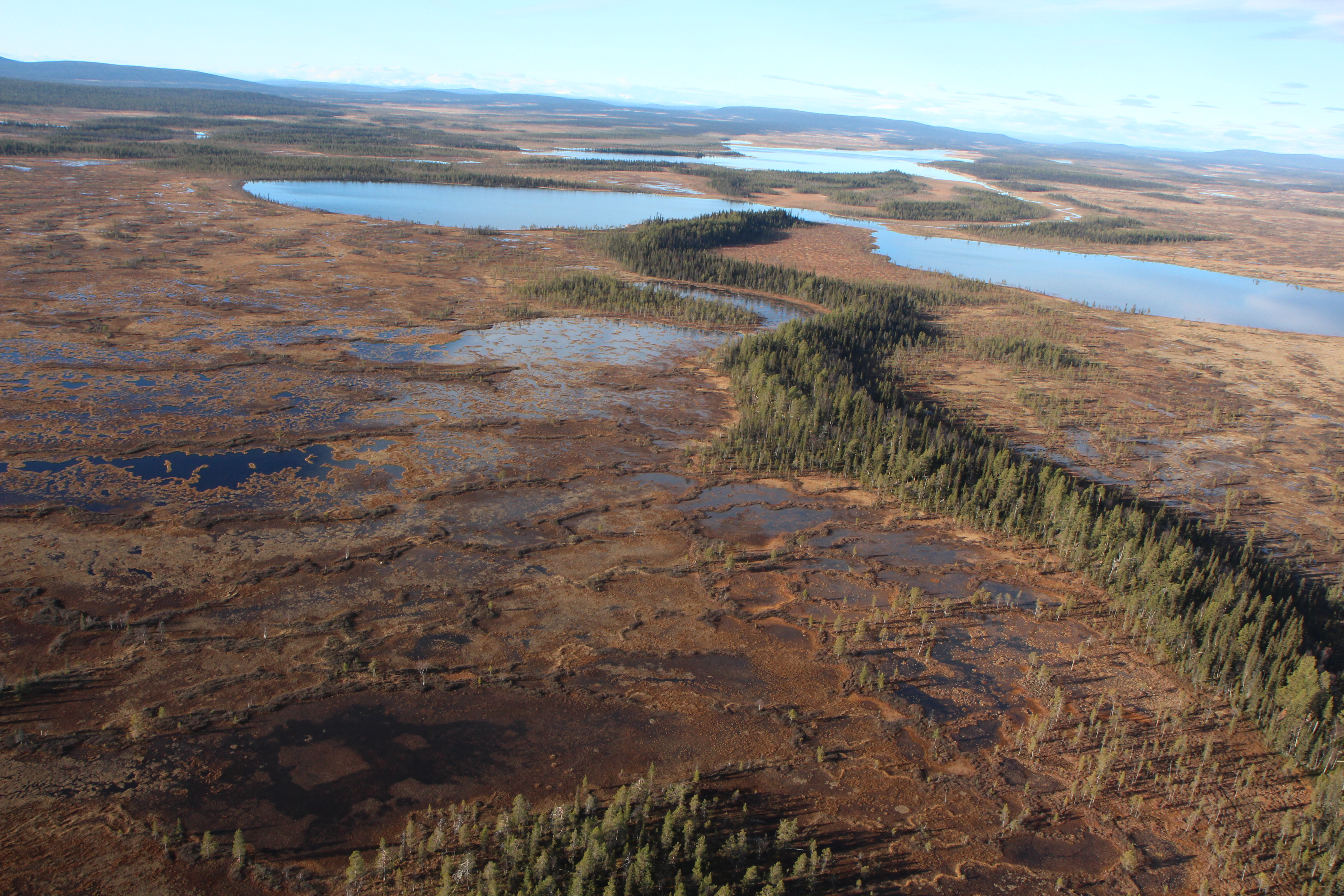
La llanura de Muddus y sus pantanos interrumpidos por una línea de bosque seco correspondiente a un esker. También se ven los lagos Muttosluoppal y Muttosjávvre.

En 1908, el geólogo W. Wråk señaló que el relieve del norte de Suecia puede describirse como una estructura escalonada formada por seis superficies.  Llamó a la mayor de estas superficies la llanura de Muddus. Esta llanura cubre la mayor parte del norte de Suecia y consiste esencialmente en dos niveles casi horizontales, uno de 300-400 m y otro de 400-600 m de altura. Se trata de una penillanura salpicada de colinas residuales, lo que indica una superficie de mayor elevación que ha desaparecido en gran medida debido a la erosión. La llanura de Muddus se formó probablemente a principios del Cenozoico (a partir de 66 Ma) tras una fase de levantamiento tectónico de la península escandinava, que también fue responsable de la formación de los Alpes escandinavos.
Como la mayor parte de la llanura de Muddus, el parque nacional se asienta sobre granito y gneis del Precámbrico. La parte oriental está formada principalmente por granito de Lina, formado entre 1800 y 1750 Ma durante la orogenia Svecofenniana. Las colinas occidentales, como un área al noreste, también están formadas por granito y gneis, pero también incluyen pórfido y granulita. Finalmente, una pequeña área al norte del lago Muttosjávvre contiene diorita. Si el sótano está expuesto en varios puntos, la mayoría de las veces se cubre con una capa delgada de sedimento de morrena o turba.
La morfología del parque está muy marcada por las últimas glaciaciones. Toda la parte central está dominada por drumlins, largas crestas bajas, orientadas principalmente a lo largo de un eje noroeste-sudeste, lo que indica el movimiento de los glaciares durante la última glaciación. También hay algunos pequeños eskers, así como montones de arena y grava depositados por los glaciares. Por último, en la parte sur del parque hay varios desfiladeros, algunos de ellos muy profundos, entre los que destacan el cañón del río Muttosädno y el Måskosgårsså. Los valles probablemente ya existían antes, pero se profundizaron al final de la última glaciación, cuando el agua se liberó repentinamente.

## Medios naturales
El parque nacional Muddus está clasificado por el Fondo Mundial para la Naturaleza (WWF) como situado en la ecorregión terrestre de la Taiga escandinava-rusa. Consiste en un mosaico de bosques y turberas, que a menudo forman franjas alternas, con el bosque cubriendo los drumlins u otras características del relieve. El bosque cubre 20.882 ha, es decir, el 42% de la superficie total del parque. Se trata de un típico bosque de coníferas de la taiga. La otra característica dominante es la extensa red de turberas, en su mayoría turberas de aapa también conocidas como turberas de cuerda, que cubren 18.396 ha o el 37% de la superficie del parque. El resto de la zona consiste en turberas boscosas (8%), lagos y una pequeña sección de brezales y roca desnuda por encima de la línea de árboles.
Aunque la fauna no es especialmente abundante, es variada. La riqueza del parque se debe principalmente a la avifauna, con unas 100 especies, sobre todo en torno a los humedales, y a la fauna característica de los bosques antiguos, especialmente insectos, hongos y líquenes.

### Taiga

#### Flora

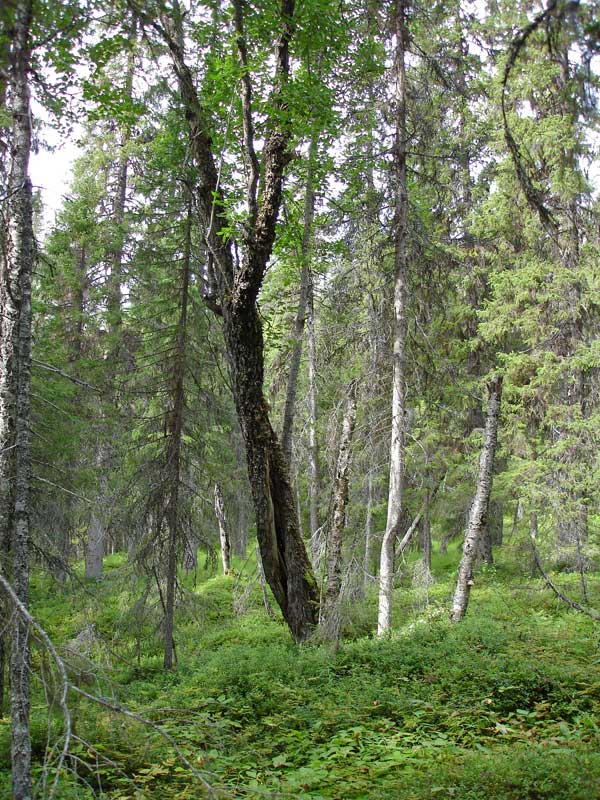
Bosque de coníferas con sauces, en el municipio de Jokkmokk

Uno de los principales ecosistemas del parque nacional es un bosque de coníferas, dominado por el abeto común (Picea abies) y el pino silvestre (Pinus sylvestris), pero a menudo con numerosos abedules vellosos (Betula pubescens). El bosque es bosque primario, con la excepción de algunas pequeñas áreas al sur, a lo largo del río, que han sido taladas en el pasado.
En el oeste y el centro del parque, el abeto es la especie dominante. En las zonas más bajas, el bosque es denso, con árboles que alcanzan los 20 m de altura. Esto crea una importante lucha por los nutrientes y la luz para la vegetación inferior. Aquí, los arándanos (Vaccinium myrtillus), la mora de los cuervos (Empetrum nigrum), el arándano rojo (Vaccinium vitis-idaea) y la linnaea boreal (Linnaea borealis), y (Maianthemum bifolium) son las especies más comunes, la hierba del trigo  (Melampyrum pratense), la vara de oro europea (Trientalis europaea), el peralito (Orthilia secunda), el (Geranium sylvaticum) y la vara de oro (Solidago virgaurea). Estas plantas descansan sobre una alfombra de musgos típicamente Hylocomium splendens, Pleurozium schreberi y hepáticas, así como líquenes como Nephroma arcticum y cladonia. A medida que el terreno se eleva, la densidad de árboles disminuye y el abedul se hace más presente, así como el fresno de montaña (Sorbus aucuparia), el sauce (Salix caprea) y el álamo temblón (Populus tremula). Además, los árboles son más pequeños y tortuosos, y los abetos sólo alcanzan una altura media de unos diez metros. En las laderas húmedas, se puede encontrar el cornejo (Cornus suecica) y el roble polipoide (Gymnocarpium dryopteris).
Por el contrario, en el este y el sur, el pino es la especie principal. Estos pinos suelen alcanzar edades muy importantes. Uno de los árboles del parque se consideraba incluso el pino más antiguo de Suecia, que databa de 1274, pero en 2004 se descubrió un pino de 757 años (27 años más viejo) en la costa de Hälsingland. El suelo de los bosques de pinos está cubierto de brezo (Calluna vulgaris) y de varios líquenes de reno, así como de gayuba (Arctostaphylos uva-ursi), mora de los pantanos y mora de los cuervos.

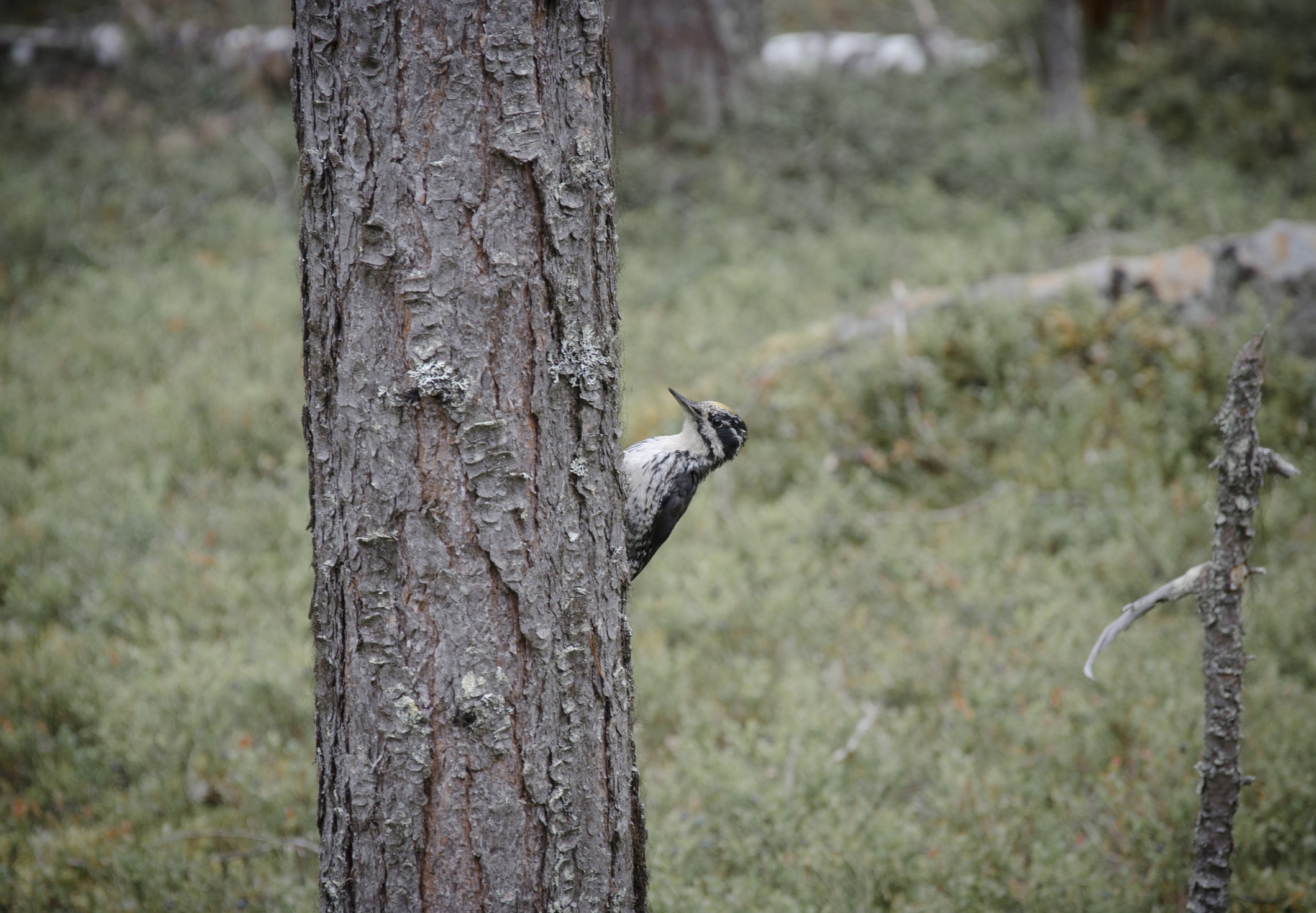
Pico tridáctilo sobre un árbol de Muddus.

El equilibrio entre pinos y épicéas está dictado por varios factores. Primero, a diferencia del épicéa, el pino es capaz de desarrollarse incluso sobre suelos muy pobres y muy secos y es pues mayoritario sobre los terrenos difíciles. En segundo lugar, en la ausencia de incendio, los épicéas se desarrollan y dominan progresivamente el bosque, que reemplaza los pinos, cuyos acaba por no quedar que algunos individuos aislados. Pero los incendios eliminan más bien a los épicéas que a los pinos, y estos últimos son también los primeros en recolonizar los terrenos quemados. Los terrenos que han quemado recientemente son pues dominados por los pinos, mientras que aquellos que queman raramente están dominados por las epiceas. Los incendios son un acontecimiento relativamente frecuente. Habría tenido al menos 47 incendios en el parque entre 1413 y 1984, y en mediana, una zona de bosque quema todos los 110 años, con sin embargo de la variac. local. Los rastros de incendio son visibles, tales que de los cicatrices sobre los árboles que han resistido. El último incendio en el parque tuvo lugar en verano 2006, en la parte sur del parque. Los pinos no son la única especie vegetal que se beneficia de los incendios, las semillas del geranio lanudo (Geranium lanuginosum) por ejemplo pueden sobrevivir en el suelo pendiente de las decenas de años para reactivarse después de un incendio, la planta que tiene necesidad de un terreno despejado para desarrollarse.

#### Fauna

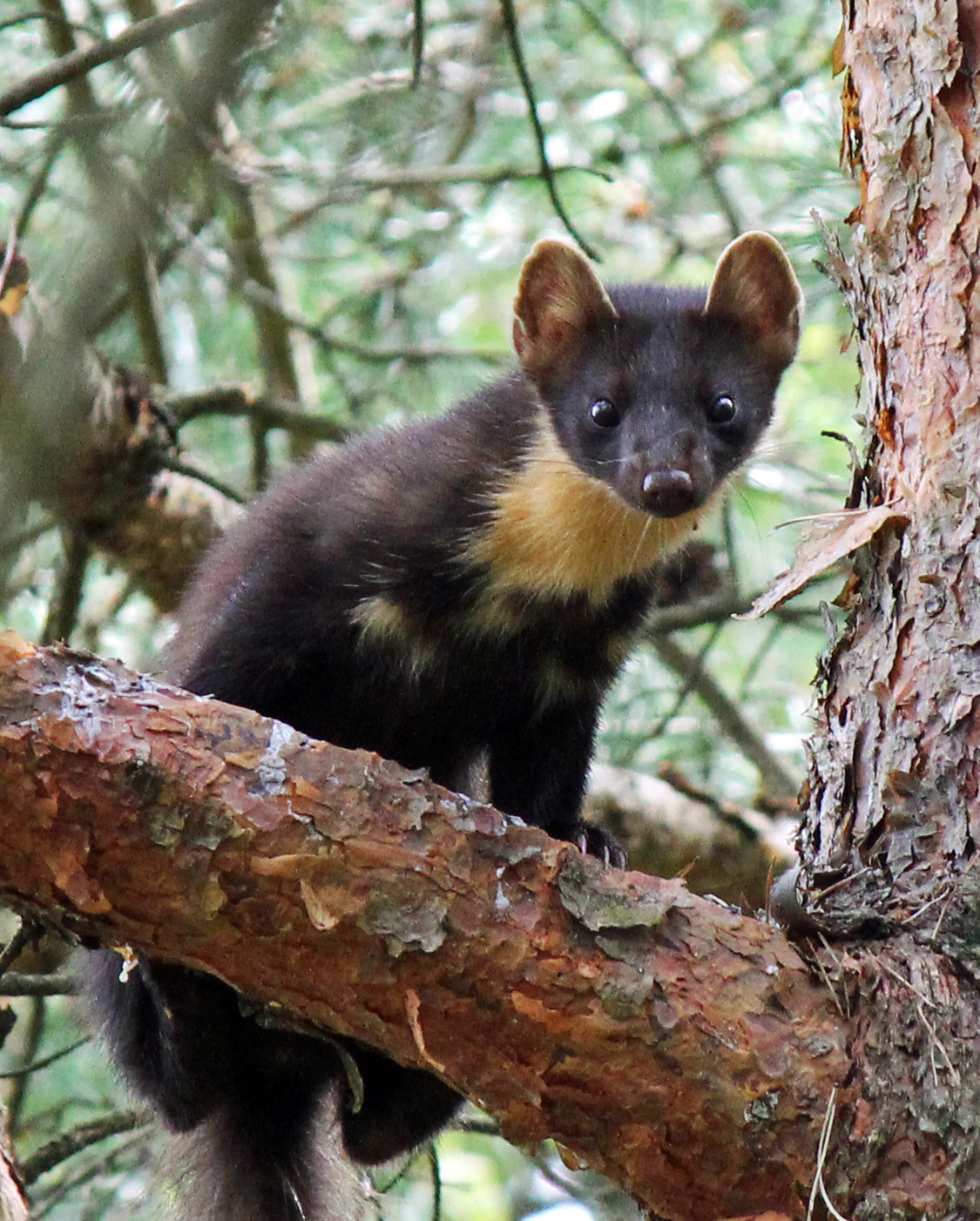
Una marta en Suecia.

Entre los principales depredadores, el glotón (Gulo gulo) se encuentra principalmente en los cerros y barrancos en el sur del parque, mientras que el oso pardo (Ursus arctos) está presente principalmente en las secciones occidentales. El parque también alberga al lince boreal (Lynx lynx). Entre los pequeños depredadores, podemos notar la presencia de martas (Martes martes) o armiños (Mustela erminea). Los alces (Alces alces) son particularmente numerosos en el parque, más bien cerca de los humedales del centro del parque en verano mientras ascienden a las colinas en invierno para alimentarse de la corteza de los árboles de serbal o álamo temblón. Los renos también son numerosos. Como en toda Suecia, solo se trata de animales domésticos. Los renos del pueblo sami de Unna tjerusj, por ejemplo, solo cruzan el parque entre sus pastos de invierno y verano, mientras que otros permanecen en el parque todo el año, especialmente en la parte oriental. El parque también alberga una gran cantidad de roedores, como el campañol de tierra (Arvicola amphibius), el campañol del norte (Microtus oeconomus), el campañol rural (Microtus agrestis), el campañol rojo  o el rarísimo lemming de la tundra ( Lemmus lemmus), que solo aparece en el parque algunos años.

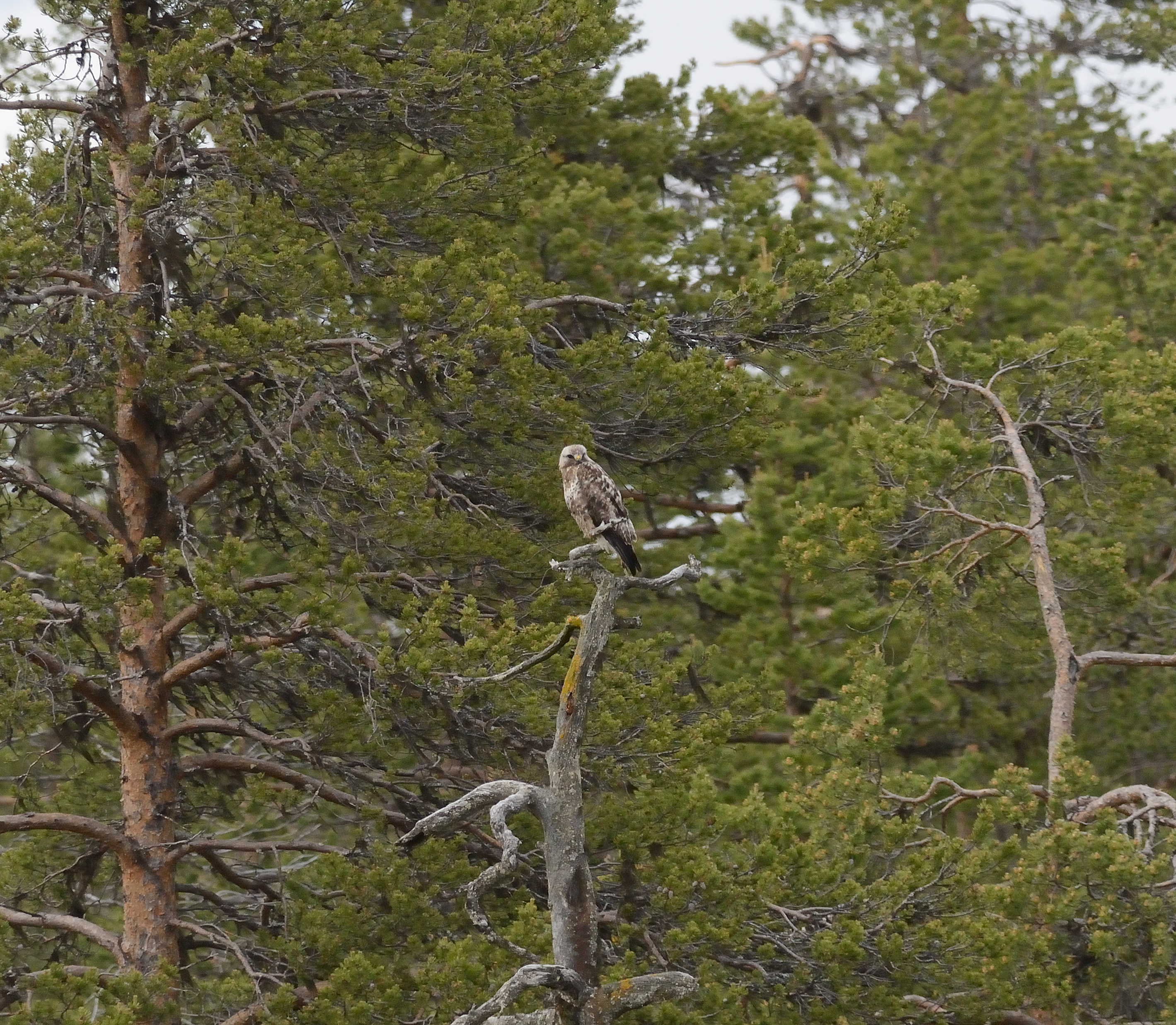
Ratonero calzado en el bosque de Muddus.

curruca mosquiteraEn los bosques de abetos se puede escuchar el canto de muchos paseriformes tales que el zorzal charlo (Turdus viscivorus), el zorzal alirrojo (Turdus iliacus), el zorzal común (Turdus philomelos), el escribano rústico (Emberiza rustica), el pinzón vulgar (Fringilla coelebs), el pinzón real (Fringilla montifringilla), el mosquitero musical (Phylloscopus trochilus), el mosquitero común (Phylloscopus collybita abietinus), la curruca mosquitera (Sylvia borin), el camachuelo picogrueso (Pinicola enucleator) y el arrendajo siberiano (Perisoreus infaustus). El lagópodo común (Lagopus lagopus) también está presente, sobre todo en las zonas donde los abedules son numerosos. Por el contrario, los pinares son más pobres, sin embargo con varias especies de búhos, como el búho de Tengmalm (Aegolius funereus), el cárabo gavilán  (Surnia ulula) y el búho real (Bubo bubo), o pájaros carpinteros como el pájaro carpintero negro (Dryocopus martius) y el pájaro carpintero de tres dedos (Picoides tridactylus). Estos bosques también albergan el carbonero común (Poecile cinctus), el papamoscas gris (Muscicapa striata), el ala de cera (Bombycilla garrulus) y el urogallo (Tetrao urogallus), entre otros. El cuervo común (Corvus corax) y varias rapaces como el águila real (Aquila chrysaetos), el águila pescadora (Pandion haliaetus), el cernícalo común (Falco tinnunculus), el halcón peregrino (Falco peregrinus) y el halcón de patas ásperas ( Buteo lagopus) anidan en el parque, especialmente en los barrancos del sur.
Pocos reptiles aprecian las condiciones climáticas del norte de Escandinavia. De estos, el lagarto vivíparo (Zootoca vivipara) y la víbora pelíada (Vipera berus) son los únicos que se ven en el parque.

### Zonas húmedas

#### Flora

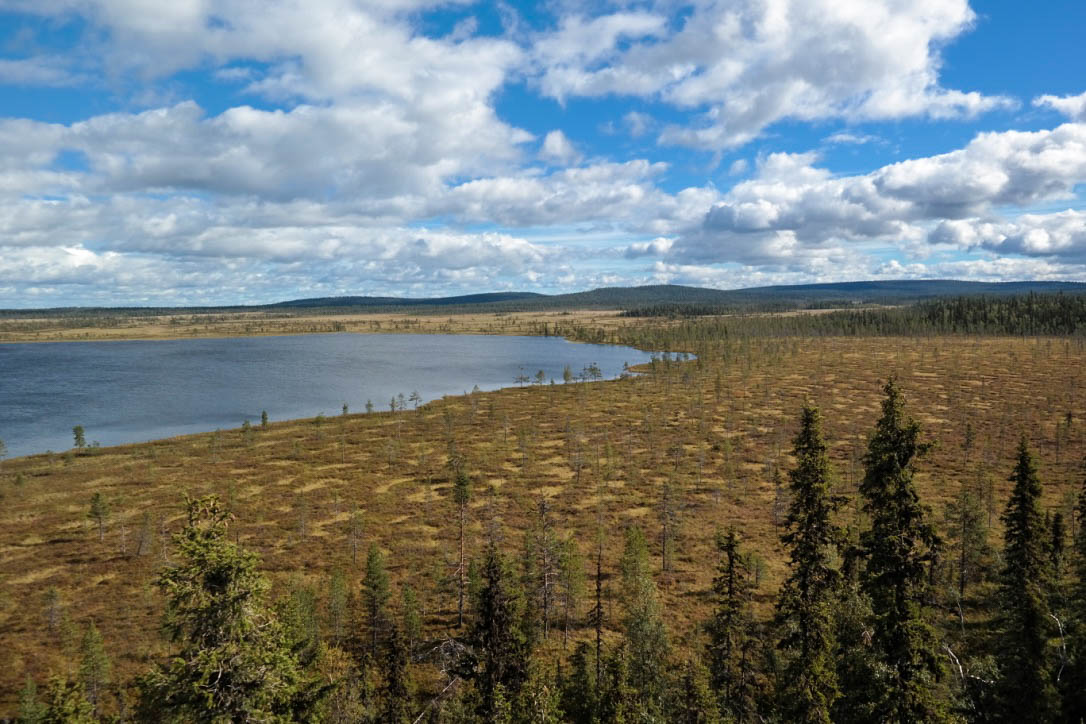
Lago Muttosluoppal y turberas circundantes vistos desde la torre de observación.

Las partes central y norte del parque son especialmente ricas en humedales. Hay algunas turberas ombotróficas (alimentadas sólo por la lluvia directa), pero en pequeñas cantidades, ya que el entorno de Muddus no es muy favorable para tales formaciones. Por lo tanto, el parque incluye principalmente turberas minerotróficas, sobre todo turberas de aapa, que forman patrones distintos, con crestas paralelas de hierba baja (conocidas como franjas) que separan charcas alargadas (a veces denominadas por su nombre inglés flark), lo que justifica su nombre de turbera de cordón.
En las zonas periféricas del parque, el terreno suele estar en pendiente, pero las franjas, situadas perpendicularmente a la pendiente, permiten que el agua se estanque. Estas turberas son ricas en carex y hierbas como el carex filiforme (Carex lasiocarpa) y el gordolobo azul (Molinia caerulea). En los bordes crecen abedules enanos (Betula nana), la zarzamora de los pantano (Rubus chamaemorus) y cola de caballo (Equisetum sylvaticum), y a veces con musgo esfagno marrón (Sphagnum fuscum). En algunos casos, se forman arbustos de sauce, típicamente el sauce lapón (Salix lapponum) o el sauce glauco (Salix glauca). En el sureste, las ciénagas son pequeñas y a menudo no tienen franjas.

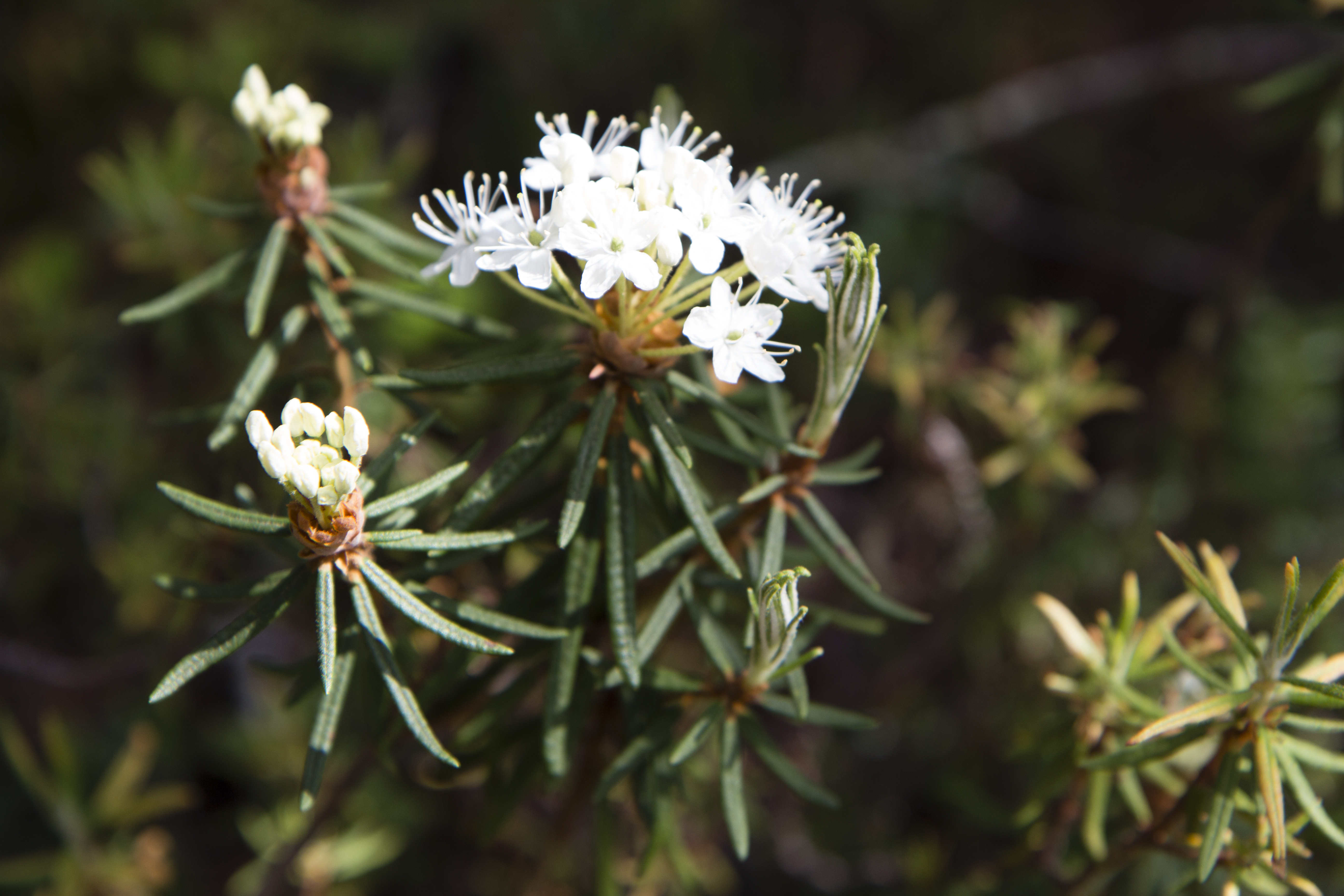
Rhododendron tomentosum en el parque.

En la zona central del parque, las turberas constituyen la mayor parte de la superficie. El terreno es llano, a excepción de unos pocos drumlins que se orientan de noroeste a sureste, por lo que la corriente es muy débil. Las franjas son más espaciadas pero también más imponentes que en la periferia, llegando a superar los 50 cm de altura. Siempre son perpendiculares a la ladera, pero debido a las bajas pendientes, a menudo son arqueadas o ramificadas. Suelen estar cubiertas de líquenes, musgos, abedules enanos, mora de los pantanos (Rhododendron tomentosum) y, a veces, incluso de árboles (abedules o pinos pubescentes). En las zonas más bajas, normalmente al sur de los lagos Muttosjávvre y Muttosluoppal, las franjas a veces están ausentes, dando paso a vastos humedales ininterrumpidos ricos en juncias y algodoncillo. A lo largo de los ríos y en la zona de inundación de los lagos, crecen los arbustos de sauce.
El corazón de las turberas suele tener un mejor acceso a los minerales, lo que permite el desarrollo de una vegetación más rica. Por ejemplo, aquí se pueden encontrar plantas más exigentes como la falsa selaginella (Selaginella selaginoides), (Tofieldia pusilla) o (Saussurea alpina). En las zonas más ricas en minerales, en el centro del parque, hay incluso algunas rarezas, como la bartsie alpina o la saxifraga de ojo de cabra (Saxifraga hirculus).
Algunos humedales también son boscosos, a menudo en transición hacia zonas más secas. Estos bosques suelen estar formados por árboles pequeños, la mayoría de las veces abedules y abetos, pero a veces también alisos blancos (Alnus incana), sauces de pantano o fresnos de montaña. A continuación, el sotobosque se cubre con arándanos, arándanos rojos (Vaccinium oxycoccos), algodoncillo (Eriophorum vaginatum) y musgo esfagno. En algunos de estos bosques abundan, en particular, las frambuesas árticas (Rubus arcticus), las zarzas de roca (Rubus saxatilis), el parisette de cuatro hojas (Paris quadrifolia), la parnassia de los pantanos (Parnassia palustris) y la ulmaria (Filipendula ulmaria).

#### Fauna

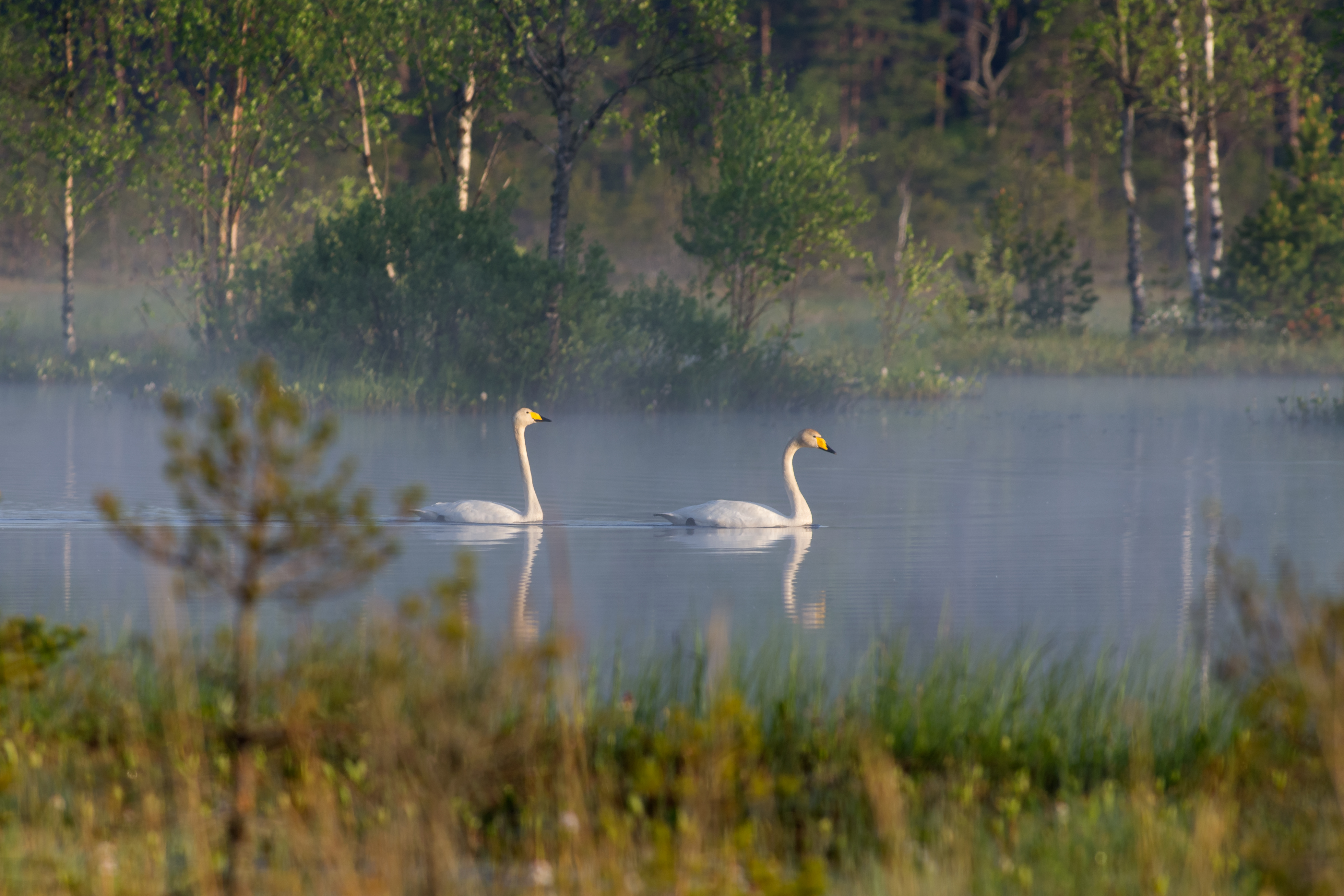
Cisnes cantores

En el parque se encuentran muchas especies relacionadas específicamente con los humedales. Por ejemplo, la nutria europea (Lutra lutra) o el musgaño patiblanco (Neomys fodiens) viven cerca de varios cursos de agua del parque. Del mismo modo, la rana roja (Rana temporaria) depende del agua para su supervivencia y, por tanto, se encuentra principalmente cerca de los humedales.
En las aguas del lago Muttosjávvre se pueden encontrar lucios del norte (Esox lucius), percas comunes (Perca fluviatilis), rutilos (Rutilus rutilus), lota (Lota lota) y espinosos (Pungitius pungitius). En las aguas del Muttosädno viven la trucha fario (Salmo trutta fario) y el foxino (Phoxinus phoxinus).
Por último, los humedales son la razón principal de la avifauna relativamente rica del parque. La presencia del cisne cantor (Cygnus cygnus) es incluso una de las principales razones de la creación del parque: se había vuelto raro en el país. Hoy en día vuelve a ser bastante común. Entre las demás anátidas, las más comunes son la cerceta de invierno (Anas crecca), el pato real (Bucephala clangula) y el ánade real (Anas platyrhynchos). También están presentes, aunque con menor frecuencia, el ánade rabudo (Anas acuta), el ánade friso (Anas penelope), el pato negro (Melanitta nigra), el esmerejón común (Mergus serrator), el ánade real (Mergus merganser), el pato moñudo (Aythya marila) y el rémol (Clangula hyemalis). Entre las aves costeras se encuentran el correlimos (Actitis hypoleucos) y el correlimos gordo (Tringa glareola), que son muy comunes en todo el parque, el correlimos arlequín (Tringa erythropus), el correlimos común (Limicola falcinellus), la agachadiza común (Gallinago gallinago), la becada (Scolopax rusticola), la agachadiza común (Lymnocryptes minimus). Más escasos, los aguiluchos pechirrojos (Limosa lapponica), el falaropo de pico estrecho (Phalaropus lobatus), los luchadores diversos (Philomachus pugnax), los archibebes blancos (Tringa ochropus), los archibebes moteados (Tringa totanus) y los archibebes ladradores (Tringa nebularia) son, sin embargo, dignos de interés. El parque también cuenta con numerosos ejemplares de colimbo ártico (Gavia arctica), grulla trompetera (Grus grus), bisbita de los prados (Anthus pratensis), lavandera boyera (Motacilla flava thunbergi) y gorrión de las cañas (Emberiza schoeniclus).

## Protección de la zona

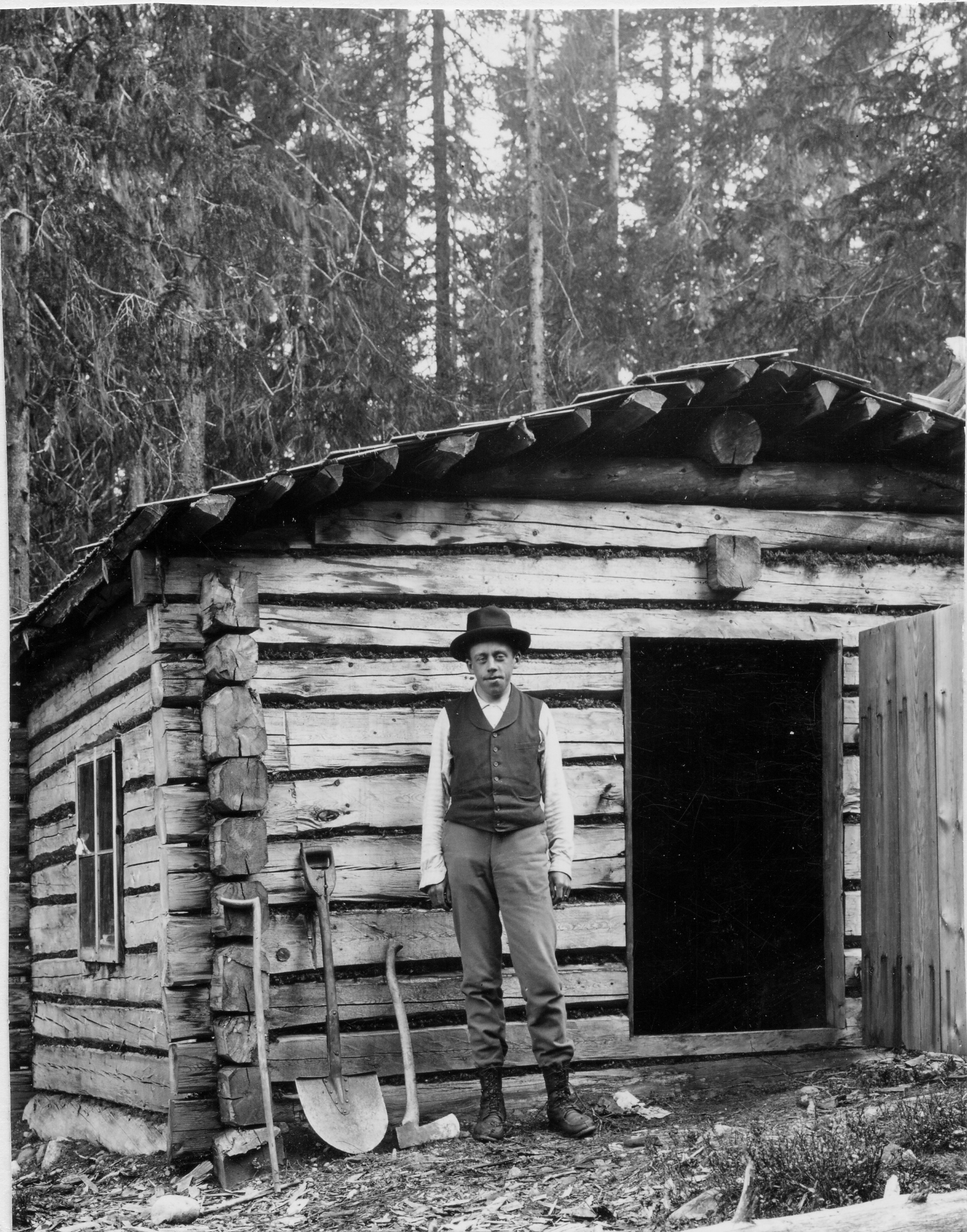
Henrik Hesselman en el parque nacional Hamra en 1903.

Los primeros parques nacionales de Suecia y Europa se crearon en 1909. La mayor parte de su superficie combinada estaba en las montañas de los Alpes escandinavos, en terrenos donde los conflictos con los intereses económicos eran limitados. En la década de 1920, la asociación sueca de conservación de la naturaleza Svenska Naturskyddsföreningen (SNF) observó que la taiga del extremo norte de Suecia estaba poco representada en las zonas protegidas y decidió buscar una zona digna de ser clasificada como parque nacional.  El guardabosques e investigador Edvard Wibeck fue el elegido para determinar el lugar ideal, ya que había estudiado los bosques del norte de Suecia en el pasado. En 1927 propuso a Sjaunja y Muddus a la FNS, pero al parecer se interesó principalmente por este último. En 1931, Henrik Hesselman y Erik Almquist fueron enviados a estudiar el lugar y confirmar su extraordinario valor, pero cuando regresaron dieron un resultado bastante negativo, ya que encontraron muchos rastros de tala de árboles en el pasado. En aquella época se consideraba que sólo una zona completamente virgen merecía protección. Wibeck respondió que esa explotación pasada era menor y no había comprometido en absoluto la integridad del bosque, y sobre todo que no quería crear un parque pequeño como todos los parques nacionales fuera de las montañas hasta entonces, sino un gran parque que protegiera una gran parte del paisaje del norte. Muddus y Sjaunja se encuentran precisamente entre las mayores zonas de bosque casi virgen de Suecia. Henrik Hesselman se puso entonces de su lado y ambos siguieron desarrollando el proyecto.
Esta propuesta de parques nacionales es una de las primeras en las que se planteó realmente la cuestión de los derechos de los sami. Varios grandes parques nacionales suecos se encontraban en territorios sami, pero no imponían ninguna restricción a las actividades de estos aborígenes. Los sami eran vistos como pueblos primitivos, que siempre habían formado parte del ecosistema de Laponia y no tenían un impacto muy pronunciado en la naturaleza. Sin embargo, a principios de la década de 1930 la familia sami Nilsson Kemi fue trasladada a la fuerza desde la región de Torneträsk a Muddus. Era una pequeña familia de samis del bosque, es decir, no llevaban su rebaño de renos a las montañas en verano, sino que permanecían en la misma sección del bosque todo el año. Cuando llegan a Muddus, construyeron un recinto para sus renos, talando unos 2.000 árboles en el proceso. En 1932, Edvard Wibeck se dio cuenta de ello y se preocupó inmediatamente por la protección de la zona, ya que además de los árboles talados pensaba que una población fija supondría un mayor impacto. Así, SNF propuso volver a reubicar a la familia, lo que fue rechazado por las autoridades, en particular por la administración del condado. La llegada de los Nilsson Kemi también generó conflictos con los sami que ya utilizaban Muddus, con acusaciones de robo de renos en 1937 en particular.

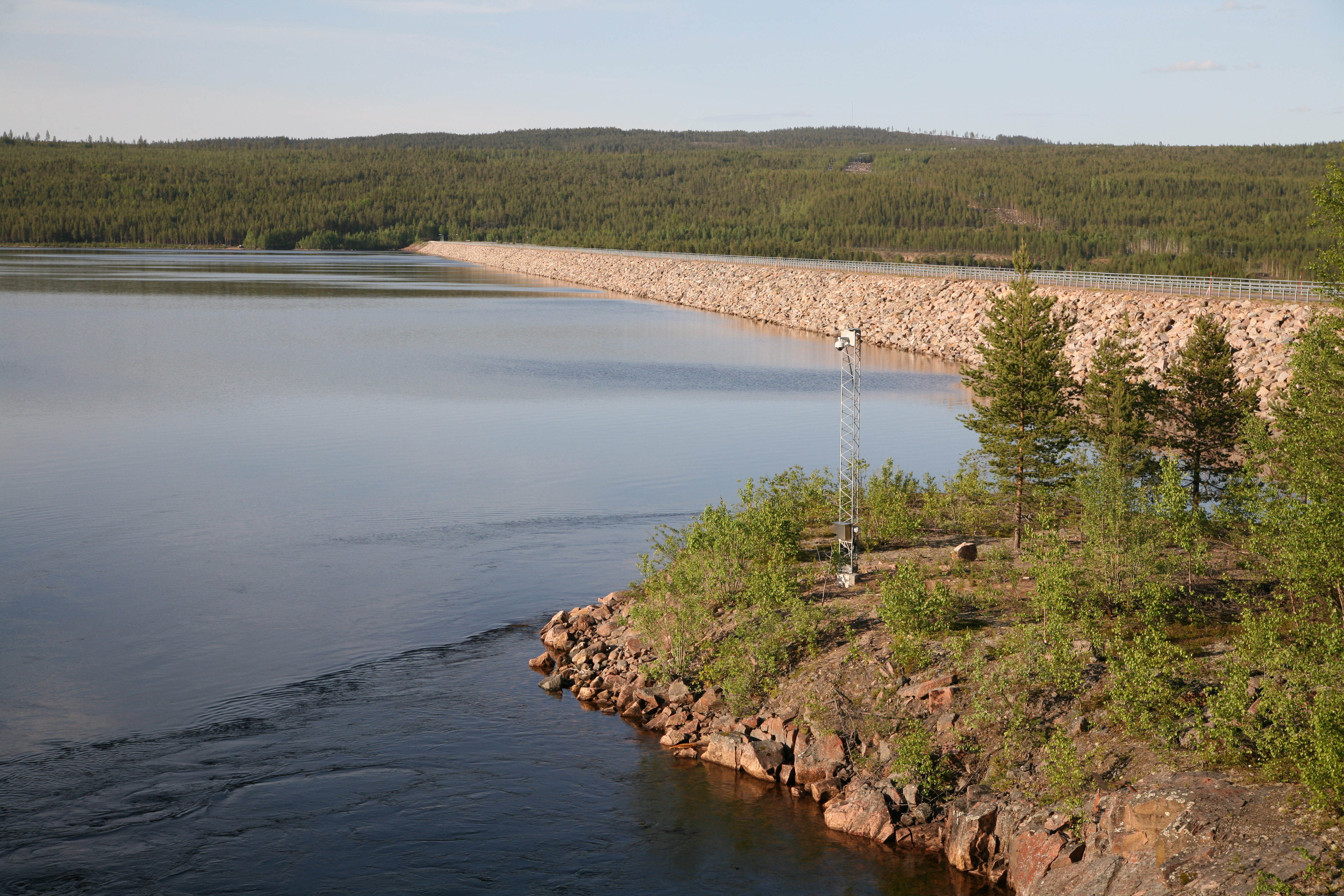
El embalse de Messaure puesto en servicio en 1963, formando el lago del mismo nombre que constituye la frontera sur del parque.

La Real Academia Sueca de las Ciencias, entonces responsable de los parques nacionales, tardó mucho en analizar la propuesta, y no fue hasta 1941 cuando finalmente llegó al Parlamento sueco. La propuesta incluía una cláusula que prohibía completamente la caza en el parque, así como la reubicación de la familia Nilsson Kemi. La reubicación fue rechazada una vez más desde el principio de los debates en el Parlamento. Sin embargo, la primera cámara del parlamento votó a favor del parque. En la segunda cámara, Oscar W. Löfgren, representante socialdemócrata del condado de Norrbotten, lideró la oposición al proyecto, acogiéndose a que ya había suficientes parques nacionales en el condado (era el que más tenía, sobre todo en las montañas) y que la zona tenía potencial económico, sobre todo forestal, pero también era importante para el pueblo sami. Así, la segunda cámara votó en contra del proyecto por 125 votos a favor y 59 en contra. Tras algunos cambios, entre ellos una pequeña modificación de los límites, el parque nacional se sometió de nuevo a votación en la segunda cámara y fue aceptado en 1942 sin necesidad de una nueva votación en la primera. Muddus se convirtió así en el tercer parque nacional más grande de Suecia en aquel momento, pero sobre todo en el mayor parque nacional fuera de las montañas.
En el momento de su creación, el parque tenía una superficie de 49.175 ha. Limitaba al norte con la autopista europea 45, que estaba en construcción en ese momento (finalizada en 1945), excepto una zona triangular que no se incluyó. En el sur, el parque se detuvo un poco al norte del río Luleälven. En los años 50 y 60 se construyó la presa de Messaure, que inundó la zona al sur del parque (pero fuera de sus límites). En 1984, el parque se amplió hasta cubrir 51.137 ha, se extendió hacia el sur hasta el lago Messaure y se completó al norte del triángulo perdido. En 1996, el parque nacional se incluyó en la región de Laponia, declarada Patrimonio de la Humanidad por la UNESCO, junto con los parques nacionales de Sarek, Padjelanta y Stora Sjöfallet y las reservas naturales de Sjaunja y Stubba. Esta inclusión en la lista supuso un nuevo reto: durante las discusiones, la Unión Internacional para la Conservación de la Naturaleza (UICN) insistió en la necesidad de establecer un plan de gestión para el lugar, que entonces no existía para Sarek y Stora Sjöfallet, por ejemplo. Se decidió entonces establecer un plan común para todo el recinto, iniciando así un proceso denominado Laponiaprocessen. Este proceso, que debido a muchas dificultades durará hasta 2012, es único porque por primera vez implicaba plenamente a la población sami. Esto llevó a la formación de una organización encargada de la gestión del lugar llamada Laponiatjuottjudus (literalmente gestión de Laponia en sami de Lule). Por último, el lugar también está incluido en la red Natura 2000 como Zona de Protección Especial y Zona Especial de Conservación.
El parque nacional Muddus es también un lugar muy conocido por los aficionados suecos a los ovnis. De hecho, se dice que los excursionistas observaron dos cohetes fantasmas en 1980 sumergiéndose en el lago Nammajávvre, en el sureste del parque. Desde entonces, se han realizado varias búsquedas en el lago, sin éxito. Una de estas expediciones fue filmada e incluida en el documental Ghost Rockets estrenado en 2015.

## Gestión y reglamentación
Desde el 1 de enero de 2013, la gestión y administración del parque (y de todo el sitio de la región de Laponia) está en manos de la organización Laponiatjuottjudus, que agrupa a los pueblos sami que ocupan el sitio (Baste čearru, Sirges, Tuorpon, Unna tjerusj, Jåhkågaska tjiellde, Luokta Mávas, Slakka, Udtja y los sami de los bosques de Gällivare), los municipios de Jokkmokk y Gällivare, el condado de Norrbotten y Naturvårdsverket.
Las normas del parque son relativamente estrictas, para preservar el parque en su característico estado casi virgen. Así, está prohibido pescar, cazar, recolectar o cualquier otra actividad que pueda dañar la naturaleza, excepto la recolección de bayas y setas comestibles. Asimismo, todos los vehículos motorizados están prohibidos en el parque. En los alrededores de Sör-Stubba, Måskosgårsså y en una amplia zona en torno al lago Muttosjávvre existen zonas especiales para la protección de las aves que restringen el acceso durante el periodo de anidación (marzo-julio).
Los sami se benefician de varias excepciones a las normas mencionadas. De hecho, desde 1977, el pueblo sami ha sido reconocido por Suecia como pueblo indígena y minoría nacional, lo que implica que el pueblo y su forma de vida están protegidos por la ley. Así, dado que el parque está situado en el territorio de los pueblos sami de Gällivare, Unna tjerusj y Sirges, los sami adscritos administrativamente a estos pueblos tienen derecho a apacentar sus renos en el parque. En el transcurso de estas actividades, los sami pueden utilizar vehículos motorizados (como motos de nieve y helicópteros).
En caso de incendio, como ocurrió en 2006, la norma es dejar que el fuego se propague de forma natural. De hecho, el fuego es un componente natural y esencial del equilibrio biológico de la taiga. El fuego sólo se extingue o se controla si se propaga fuera del parque o si amenaza a líquenes importantes.

## Turismo

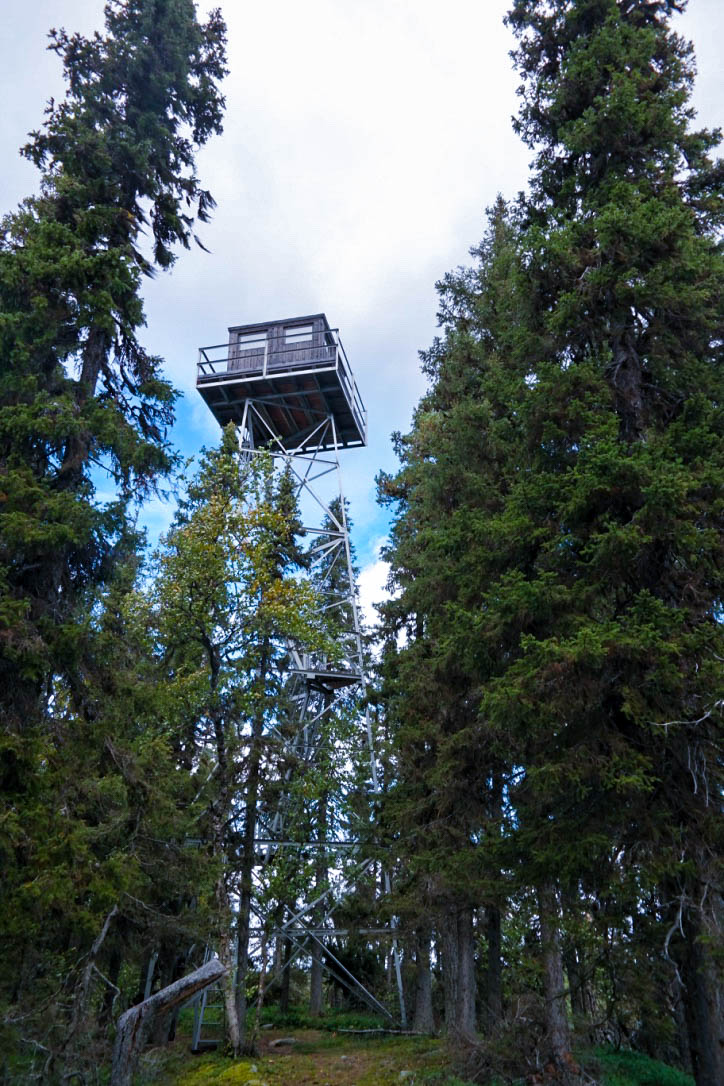
Torre de observación cerca del lago Muttosluoppal.

En 2014, el número de turistas se estimó en 5.000 al año. Este bajo número se debe en gran medida a la limitada accesibilidad. La mayor parte de la infraestructura turística se concentra en la parte sur del parque. La principal vía de acceso a esta infraestructura es la presa de Ligga, situada en la ruta europea 45. Una carretera desde la presa conduce a Skájdde, en el parque, donde hay un aparcamiento que comunica con los senderos del parque. También se puede acceder a los senderos desde los pueblos de Solaure y Sarkavare, al este del parque. La red de senderos tiene más de 50 km, a lo largo de los cuales hay cuatro refugios para pernoctar. Hay varios lugares habilitados para acampar o hacer descansos. Un sendero pasa por la cascada de Muddusfallet, que es con mucho la principal atracción del parque, pero también por el desfiladero de Måskosgårsså y el lago Muttosluoppal, donde hay una torre de observación de aves. Además de los senderos del sur del parque, éste es atravesado al noroeste por el Rallarstigen. Todos los veranos, desde 1999, se organiza una excursión por este sendero, llamado Rallarmarschen, con unas 60 personas. Desde el Rallarstigen o la carretera E 45, es posible subir a Sör-Stubba, que ofrece una vista de todo el parque y, en días claros, permite ver hasta los picos del parque nacional de Sarek y Kebnekaise. El Rallarstigen, al igual que los senderos de la parte sur del parque, tiene puentes para cruzar los ríos principales y tablones para atravesar los humedales. También hay un refugio al norte del lago Muttosjávvre, no conectada a los senderos, que originalmente era propiedad del guardián del parque Lennart Arvidsson, pero que ahora está abierta a los viajeros durante todo el año.

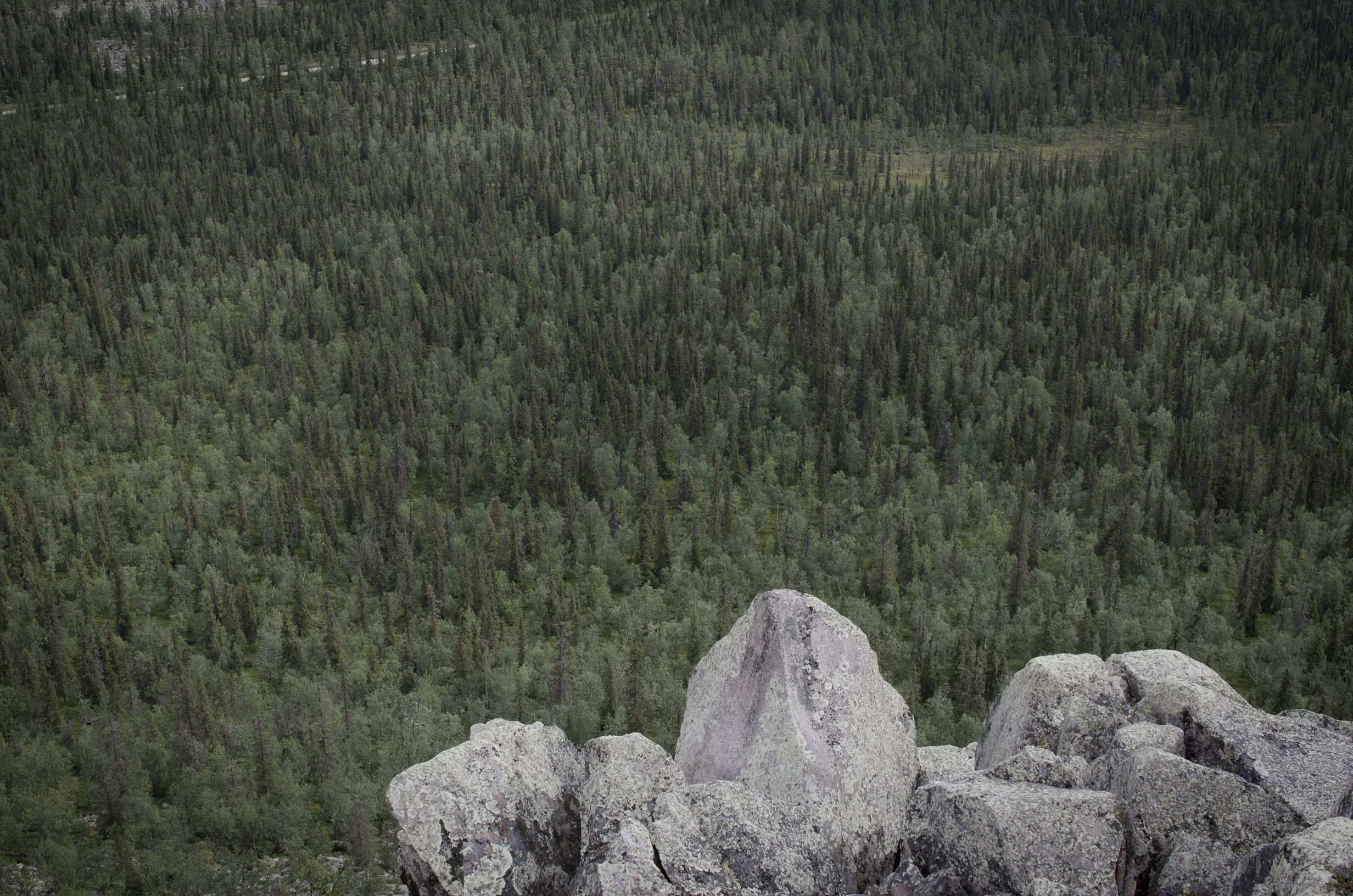
La carretera europea 45 y la reserva natural de Stubba vista desde Sör-Stubba.

### Enlace externo
- Enlace al sitio del parque

- Datos: Q580404
- Multimedia: Muddus National Park / Q580404